# Eupithecia proprivata
Eupithecia proprivata är en fjärilsart som beskrevs av András Vojnits 1982. Eupithecia proprivata ingår i släktet Eupithecia och familjen mätare. Inga underarter finns listade i Catalogue of Life.